# Theli
Theli — пятый студийный альбом шведской метал-группы Therion. Выпущен в 1996 году.
Theli считается первым в истории альбомом, записанным в жанре симфоник-метал. Отдельные элементы будущего жанра — такие как «классическое» хоровое сопровождение, некоторые симфонические инструменты — использовались Therion и другими группами и раньше, но, по мнению критиков, именно на Theli впервые сложился полноценный новый жанр, развитый группой в дальнейших работах.
Как и все предыдущие альбомы группы, кроме Of Darkness…, Theli посвящён древним мистическим учениям. Слово «Theli» означает «Дракон», и взято из каббалистической книги Сефер Йецира. На альбоме преобладает христианская и иудейская мистика.
Только в Европе альбом был продан тиражом более 50 000 копий.

## Список композиций
Все композиции написаны Кристофером Йонссоном (музыка) и Томасом Карлсоном (тексты), кроме «Interludium» и «Siren of the Woods», написанных в соавторстве Йонасом Мельбергом и Кристофером Йонссоном.
| 1. «Preludium»                  | 1:43 | Инструментал |
| 2. «To Mega Therion»            | 6:34 | «Το Μέγα θηρίον» означает «великий зверь» на древнегреческом и рассказывает о драконе из христианской Книги Откровений. |
| 3. «Cults of the Shadow»        | 5:14 | «Культы теней» — песня вдохновлена одноимённой книгой Кеннета Гранта.                                                   |
| 4. «In the Desert of Set»       | 5:29 | «В пустыне Сета» — рассказывает о Сете из египетской мифологии. Он же изображён на обложке альбома.                     |
| 5. «Interludium»                | 1:47 | Инструментал |
| 6. «Nightside of Eden»          | 7:31 | «Ночная сторона Эдема» — песня по одноимённой книге Кеннета Гранта.                                                     |
| 7. «Opus Eclipse»               | 3:41 | Инструментал |
| 8. «Invocation of Naamah»       | 5:31 | «Молитва Наамы» — песня о каббалистической демонице Нахеме (младшей Лилит), отождествляющая её с кроулианской Бабалон.  |
| 9. «The Siren of the Woods»     | 9:55 | «Сирена лесов» написана на аккадском языке и посвящена богу Нергалу.                                                    |
| 10. «Grand Finale / Postludium» | 4:04 | Инструментал |